# The A.V. Club
The A.V. Club est un site web de divertissement américain créé à Chicago et affilié à The Onion. Il propose un suivi de l'actualité dans les domaines du cinéma, de la télévision, de la musique, des livres, des jeux vidéo et des DVD, ainsi que des interviews et dossiers examinant les médias, qu'ils soient nouveaux ou classiques, et la pop culture contemporaine.
Contrairement à son éditeur The Onion, The A.V. Club n'est pas satirique, bien que beaucoup de son contenu inclut également un ton humoristique.

## Historique
Le nom du site vient de « The Audio-Visual Club ».